# The Gazette (Colorado Springs)
The Gazette è un quotidiano statunitense fondato a Colorado Springs nel 1873.

## Storia
Una prima testata, chiamata Out West fu pubblicata il 23 marzo 1872 ma fallì nel suo intento. La società si rilanciò come The Colorado Springs Gazette e il primo numero fu pubblicato il 4 gennaio 1873.
Nel 1946 la Colorado Springs Gazette e il Colorado Springs Evening Telegraph si fusero per formare la Colorado Springs Gazette-Telegraph. Nello stesso anno fu acquistato dalla Freedom Newspapers di Raymond C. Hoiles.
Un annuncio del negozio Sears di Colorado Springs apparso sul Colorado Springs Gazette-Telegraph nel dicembre 1955, con un numero di telefono errato per chiamare Babbo Natale, scatenò il 24 dicembre 1955 numerose telefonate di bambini alla vigilia di Natale al Centro Operativo del Comando di Difesa Aerea Continentale di Colorado Springs, chiedendo di Babbo Natale. Questo curioso fatto portò alla nascita del programma NORAD Tracks Santa.
Il giornale ha vinto il Premio Pulitzer nel 1990 per il miglior articolo per il servizio su un'esplosione domestica. Nel 2014 ha ricevuto anche il premio Pulitzer per il miglior giornalismo nazionale per il reportage di David Philipps per gli articoli sui maltrattamenti subiti dai veterani feriti in combattimento. 
Il nome del giornale è stato cambiato nell'attuale The Gazette nel 1997. Il 30 novembre 2012 The Gazette è stato venduto a Clarity Media, una filiale di Anschutz Corporation.